# Synadene von Byzanz
Synadene von Byzanz († nach 1077) war Königin von Ungarn.
Sie wurde als Tochter von Theodulos Synadenos geboren und war die Nichte des byzantinischen Kaisers Nikephoros III. Botaneiates.
Um das Jahr 1065 heiratete sie den späteren ungarischen König Géza I., nachdem dessen erste Frau Sophie von Looz nach dreijähriger Ehe verstorben war.
Das Paar hatte vier Kinder, wobei die Nachkommen des ältesten Sohnes Álmos nach dem Tod der männlichen Nachkommen aus der ersten Ehe die Linie der ungarischen Könige fortsetzten.
König Géza starb im Jahre 1077 und Königin Synadene überlebt ihn. Über ihr weiteres Leben und ihr Todesdatum ist jedoch nichts bekannt.

## Nachkommen
- Álmos (* 1068; † 1129), König von Kroatien, Vater von König Béla II. von Ungarn
- eine Tochter
- eine Tochter, ⚭ Wladimir Swjatopolkowitsch, Fürst von Wladimir